# Макаров, Александр Николаевич (боксёр)
Александр Николаевич Макаров (род 11 октября 1958, Ашхабад) — советский российский тренер (бокс). Заслуженный тренер России (2006) по боксу. Заслуженный работник физической культуры РФ (2002) и РБ (1995). Тренер-преподаватель по боксу высшей категории СДЮСШОР № 4 г. Уфы

## Тренерская карьера
С 1981 тренер по боксу Башкирского областного совета ДСО «Трудовые резервы», с 1982 — Школы высшего спортивного мастерства РБ, с 1985 — дома физической культуры «Спутник», с 1989 — спортивного клуба армии, с 1994 ДЮСШ № 4 (все — Уфа), одновременно с 2004 главный тренер сборной команды РБ. Среди воспитанников чемпионы  России и Европы: В. А. Ганченко, Р. А. Гизатуллин, Э. А. Касимов, Р. Г. Хуснутдинов, свыше 70 мастеров спорта СССР и России.

## Образование
Окончил Уральскую академию физической культуры (1996).